# マンハイム郡区 (ペンシルベニア州ランカスター郡)
マンハイム郡区（英: Manheim Township）は、アメリカ合衆国ペンシルベニア州南東部のランカスター郡のタウンシップ（郡区）である。タウンシップとしては1729年に法人化された。2010年の国勢調査での人口は38,133人だった。領域の南端がランカスター市の市域に接している。

## 地方政府と政治
マンハイム・タウンシップはアメリカ合衆国下院ペンシルベニア州第16選挙区に属し、2015年時点では共和党議員が占めている。
ペンシルベニア州下院では第97選挙区に属し、上院では第13選挙区に属している。2015年時点でいずれも共和党員が占めている。
マンハイム・タウンシップは5人の委員による行政委員会が統治している。委員は4年間の任期で選ばれる。2014年1月時点では共和党員4人、民主党員1人という構成である。

## 地理
アメリカ合衆国国勢調査局に拠れば、領域全面積は24.3平方マイル (62.9 km2)であり、このうち陸地24.2平方マイル (62.7 km2)、水域は0.1平方マイル (0.2 km2)で水域率は0.33%である
マンハイム・タウンシップは独自の郵便番号を持っていないので、住民は近くの自治体の名称を郵便宛名に用いることになる。町の最北部に住む住人はリティッツ、中央部と南部の住人はランカスター、東端部に住む住人はレオラという宛名を使っている。
タウンシップの中にはネフスビルという未編入の町が入っている。

## 人口動態
以下は2000年の国勢調査による人口統計データである。
| 基礎データ - 人口: 33,697 人 - 世帯数: 12,961 世帯 - 家族数: 9,280 家族 - 人口密度: 537.4人/km2（1,391.6 人/mi2） - 住居数: 13,434 軒 - 住居密度: 214.2軒/km2（554.8軒/mi2） 人種別人口構成 - 白人: 93.18% - アフリカン・アメリカン: 1.46% - ネイティブ・アメリカン: 0.11% - アジア人: 3.13% - 太平洋諸島系: 0.01% - その他の人種: 1.02% - 混血: 1.09% - ヒスパニック・ラテン系: 2.77% | 年齢別人口構成 - 18歳未満: 23.2% - 18-24歳: 5.8% - 25-44歳: 24.9% - 45-64歳: 25.2% - 65歳以上: 21.0% - 年齢の中央値: 43歳 - 性比（女性100人あたり男性の人口） - 総人口: 88.8 - 18歳以上: 83.7 世帯と家族（対世帯数） - 18歳未満の子供がいる: 31.0% - 結婚・同居している夫婦: 63.1% - 未婚・離婚・死別女性が世帯主: 6.4% - 非家族世帯: 28.4% - 単身世帯: 24.8% - 65歳以上の老人1人暮らし: 12.8% - 平均構成人数 - 世帯: 2.47人 - 家族: 2.96人 | 収入と家計 - 収入の中央値 - 世帯: 55,807米ドル - 家族: 67,365米ドル - 性別 - 男性: 46,940米ドル - 女性: 29,618米ドル - 人口1人あたり収入: 28,730米ドル - 貧困線以下 - 対人口: 4.0% - 対家族数: 2.4% - 18歳未満: 3.7% - 65歳以上: 6.1% |

## 教育
マンハイム・タウンシップの公共教育を受ける児童生徒はマンハイム・タウンシップ教育学区の学校に通っている。この学区にある学校は以下の通りである。
- マンハイム・タウンシップ高校
- マンハイム・タウンシップ仮想高校
- マンハイム・タウンシップ中学校
- ランディスラン中間学校
- ブレヒト小学校
- ブッチャー小学校
- ネフ小学校
- ニトラウアー小学校
- ライデンボー小学校
- シェファー小学校

マンハイム・タウンシップ教育委員長は教育学区の政策、予算方向づけ、ビジョンを作成する。委員会の委員は9人であり、4年間任期で選出される。

## 見どころ
- ランカスター空港
- ランディスバレー博物館
- ネフスビル
- オレゴンミル複合施設
- シュライナー農園

映画の撮影現場
- 『Home』
- 『Corporate Affairs』
- 『Rock School』
- 『Beloved」
- 『Thomas and the Magic Railroad』